# Societat per a l'Estudi de les Llengües Indígenes de les Amèriques
La Societat per a l'Estudi de les Llengües Indígenes de les Amèriques (en anglès Society for the Study of the Indigenous Languages of the Americas o SSILA) és una organització internacional fundada el desembre del 1981 dedicada a l'estudi de la llengües indígenes d'Amèrica del Nord, Centre i Sud. Elabora una llista d'articles acadèmics, tesis i dissertacions sobre aquestes llengües.
La SSILA té una reunió anual d'hivern celebrat en associació amb la conferència anual de la Societat Lingüística d'Amèrica (LSA). Les reunions d'estiu se celebren en anys alterns en els llocs propers a Institut d'Estiu de la LSA. Les presentacions a les reunions de la SSILA poden fer-se en anglès, espanyol o portuguès.
Cada any la SSILA accepta nominacions per a tres premis, que es presenten en la reunió anual. El Mary R. Haas Book Award és presentat per a un manuscrit inèdit excepcional que faci una contribució substantiva significativa al coneixement de les llengües americanes natives. El Premi Ken Hale es presenta en reconeixement de la tasca acadèmica de compromís amb la comunitat lingüística i la documentació, manteniment, promoció i revitalització de les llengües indígenes a les Amèriques.
El tercer premi va ser creat en honor del fundador de la SSILA, Victor Golla, qui va exercir com a secretari-tresorer fins al 2007. El Premi Golla s'atorga als acadèmics que mostren una història significativa en trajectòria d'investigació lingüística i en servei a la comunitat acadèmica.
SSILA emet dues publicacions online: el trimestral SSILA Newsletter i l'ocasional SSILA Bulletin.